# 烏來台車
烏來台車，又稱烏來蹦蹦車，位於台灣新北市烏來區，是台灣少數仍留存的輕便鐵路（臺車）之一。

## 路線及車站
全盛時期路線最長自龜山延伸至福山、孝義、桶後，惟多數均已拆除。目前保留下來的長度約1.5公里，設有烏來、瀑布兩站。
| 車站名稱 | 英譯站名  | 營業里程 （烏來起） | 所在地       |
| -------- | --------- | ------------------- | ------------ |
| 烏來     | Wulai     | 0.1                 | 新北市烏來區 |
| 瀑布     | Waterfall | 1.5                 | 新北市烏來區 |

### 車站週邊
烏來站
- 烏來老街
- 新店客運烏來站
- 烏來立體停車場

瀑布站
- 烏來空中纜車（雲仙樂園入口）
- 烏來瀑布

## 車輛
每列車為三車組，可載運11位旅客。行車限制為上行每小時20~23公里，下行每小時18公里，最小間隔以目視保持至少約500公尺。

## 烏來林業生活館
烏來林業生活館於2011年2月4日開館營運，館內展示烏來台車勞動過程圖像及文物，並於每月舉辦大型活動一場，小型活動8場，提供遊客體驗烏來台車80年的時光旅程。

## 歷史
- 1928年：日本三井合名會社鋪設忠治至福山的輕便軌道[2]，用以運送木材及物料[3]。
- 1963年：轉型為具遊憩性質之觀光設施。
- 1964年：由單軌拓寬為雙軌。
- 1974年：改用機械化車輛。
- 1987年：瀑布站前80公尺處，供車輛調頭的隧道開通，不再使用轉車台及候車室。
- 2015年8月：因蘇迪勒颱風重創烏來山區，地基流失而停駛[4]。
- 2017年8月26日：台車重新整建完成，恢復通車[5]。
- 2022年4月1日 ：新型紅黑色車輛啟用[6]。

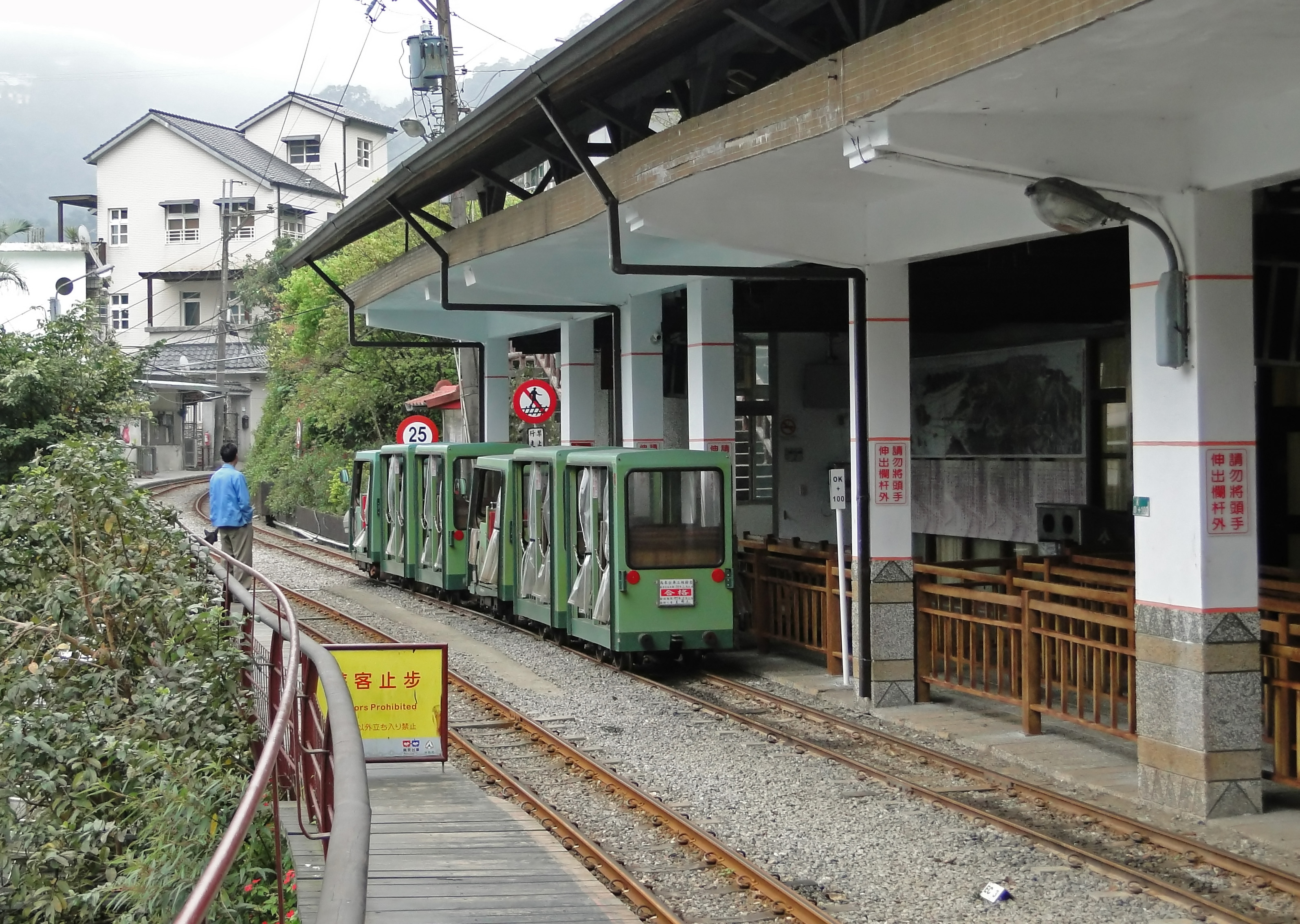
烏來站月台
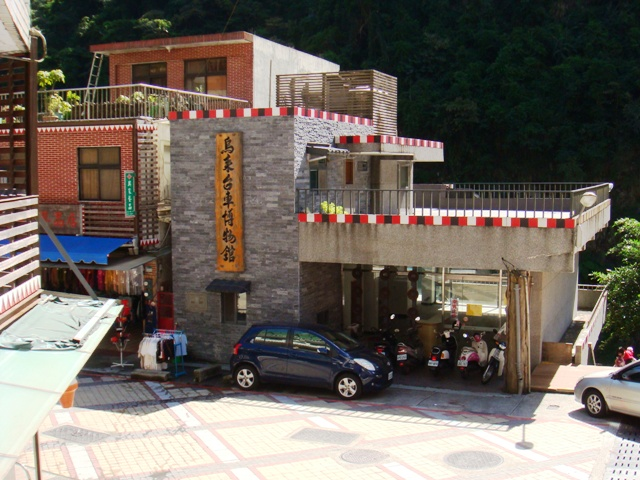
烏來台車博物館（目前的烏來林業生活館兼作瀑布站售票處）
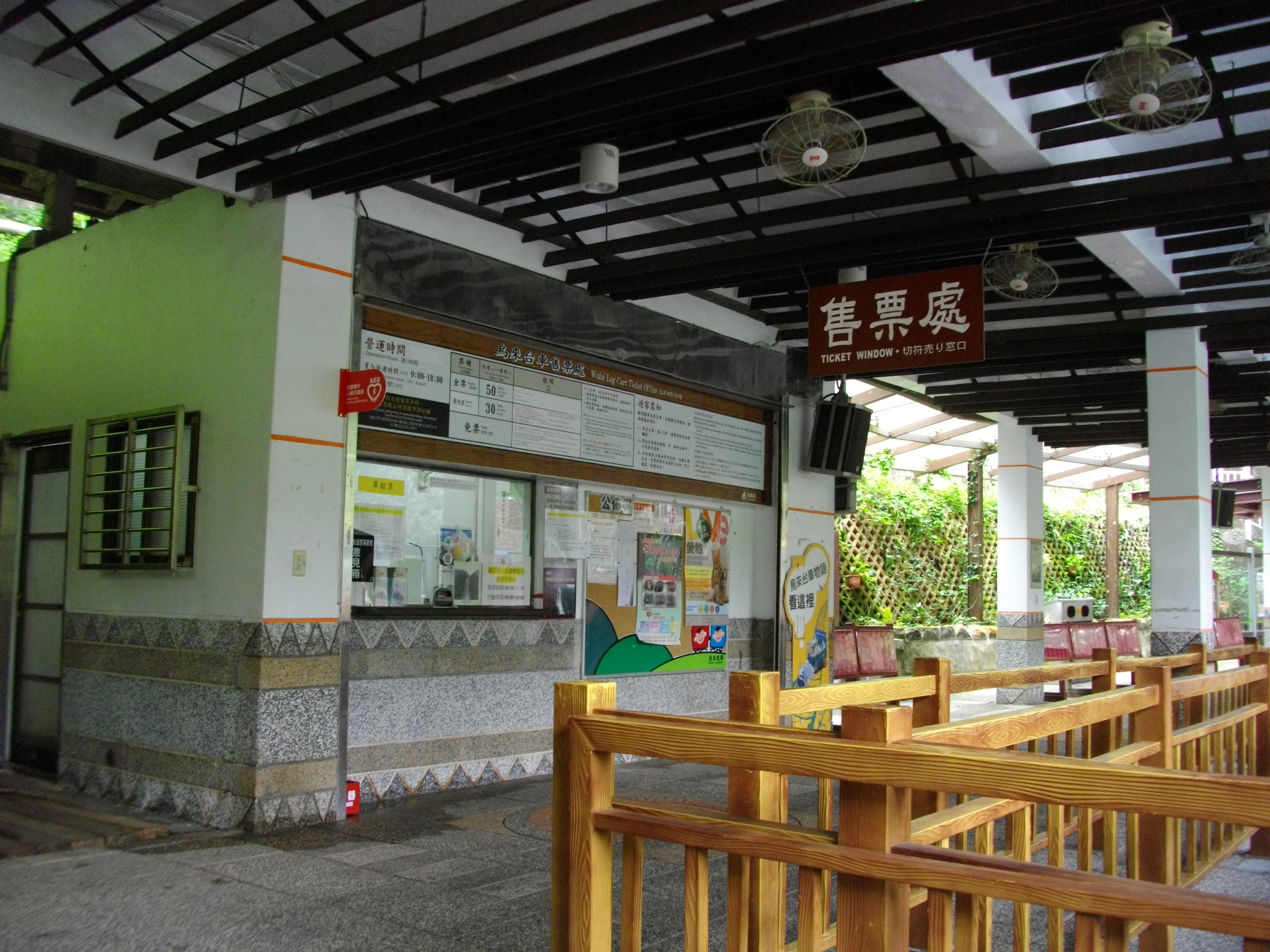
烏來台車售票處
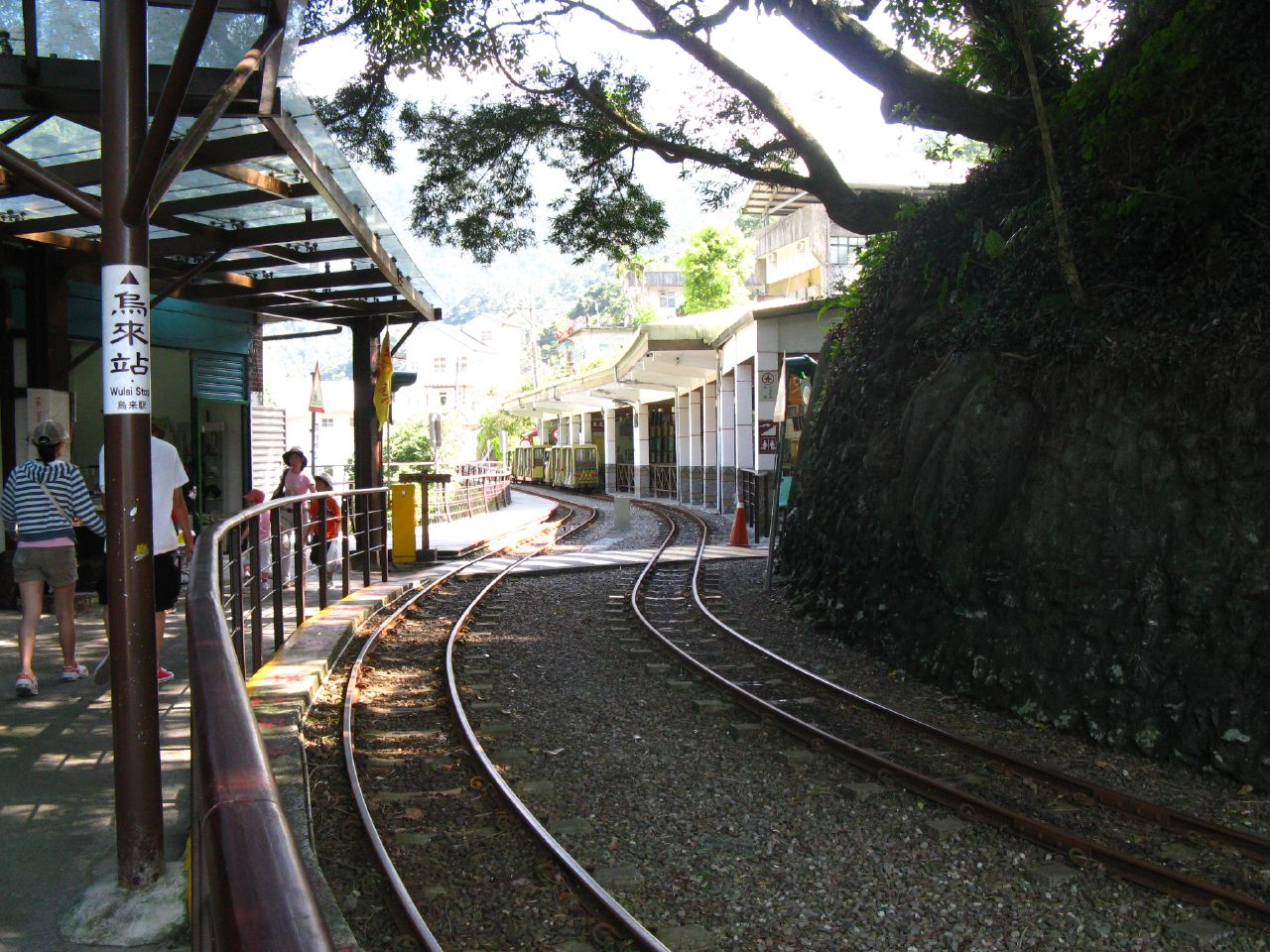
烏來台車烏來站
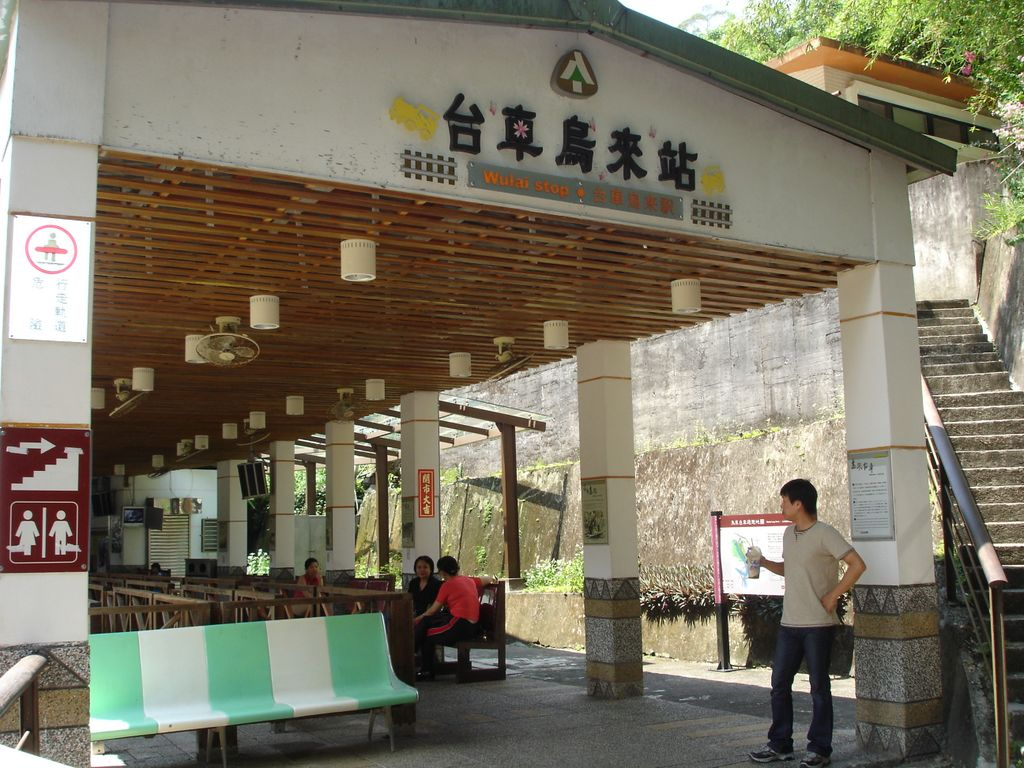
烏來站
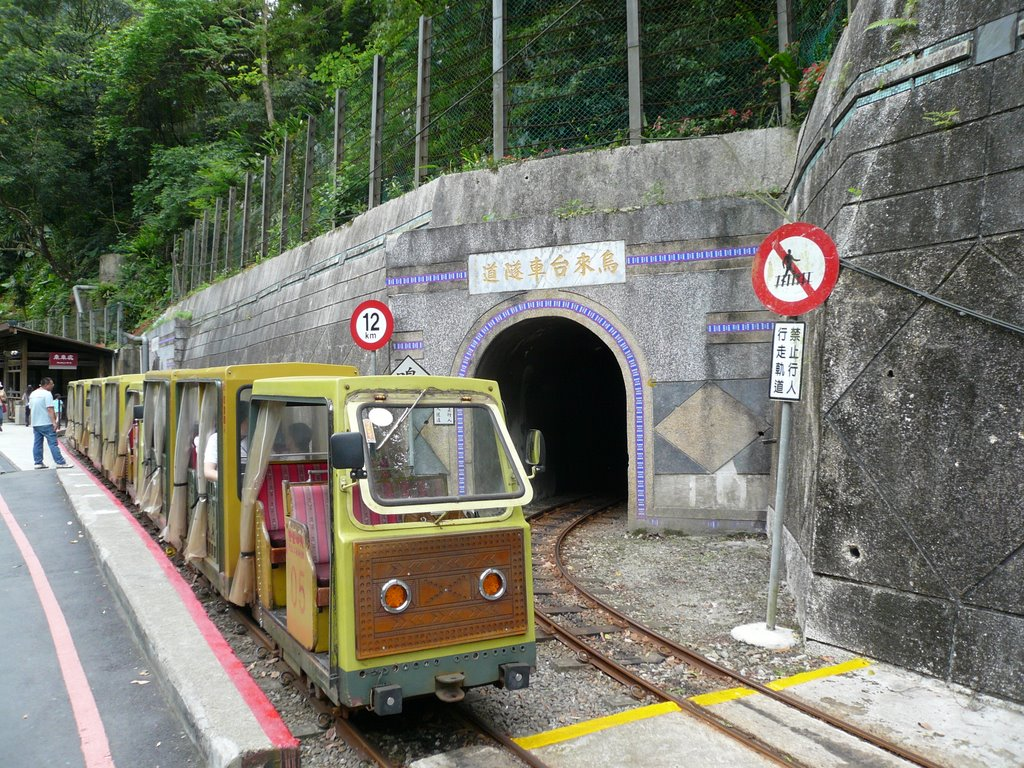
烏來台車隧道
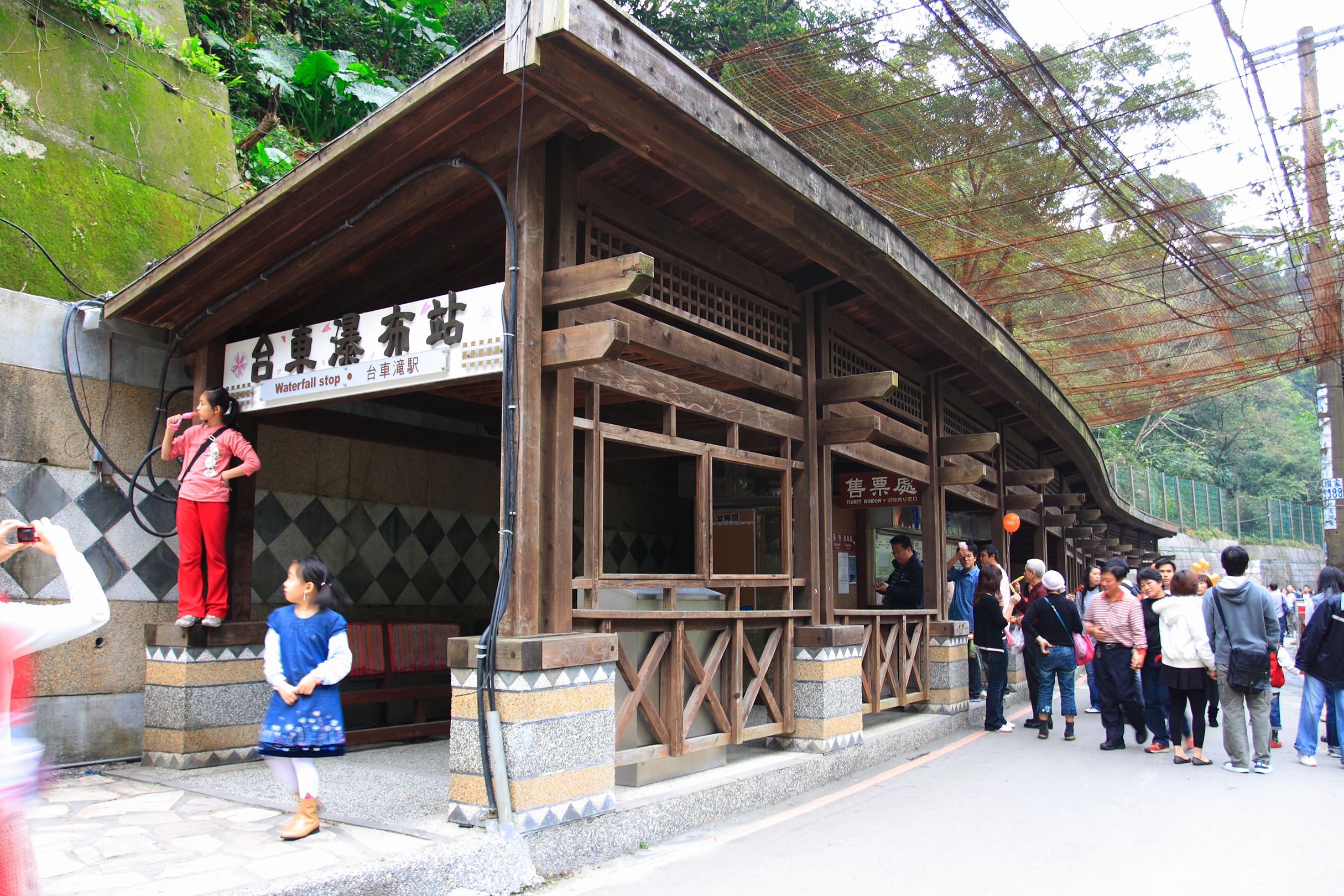
瀑布站
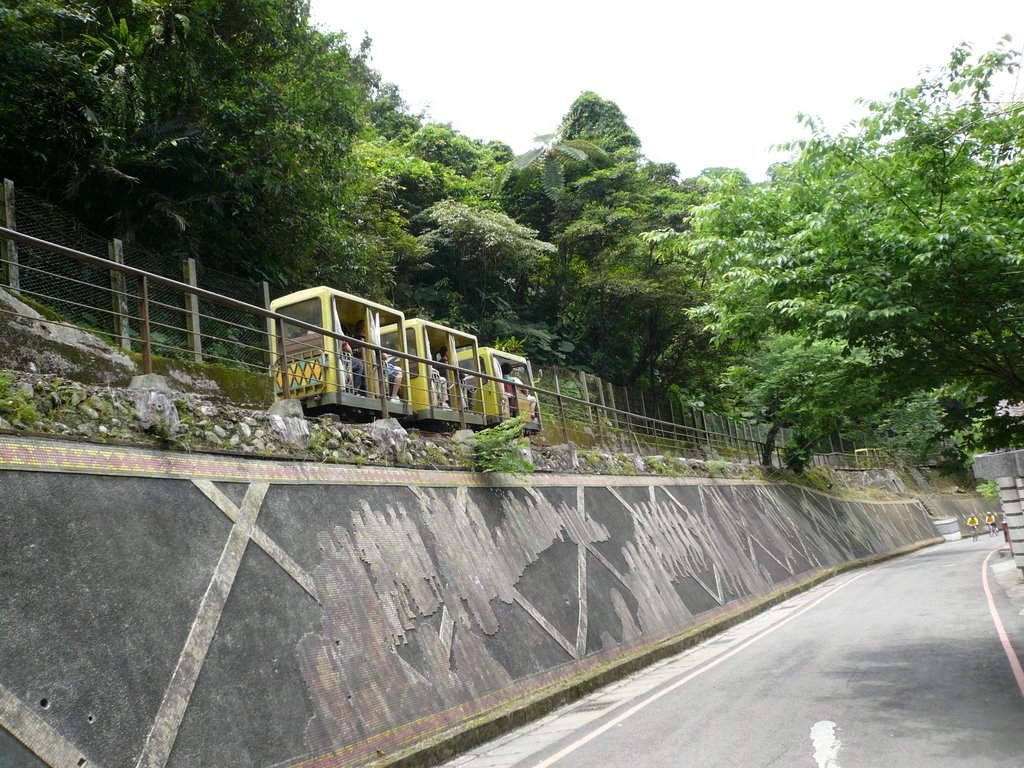
行駛中的烏來台車
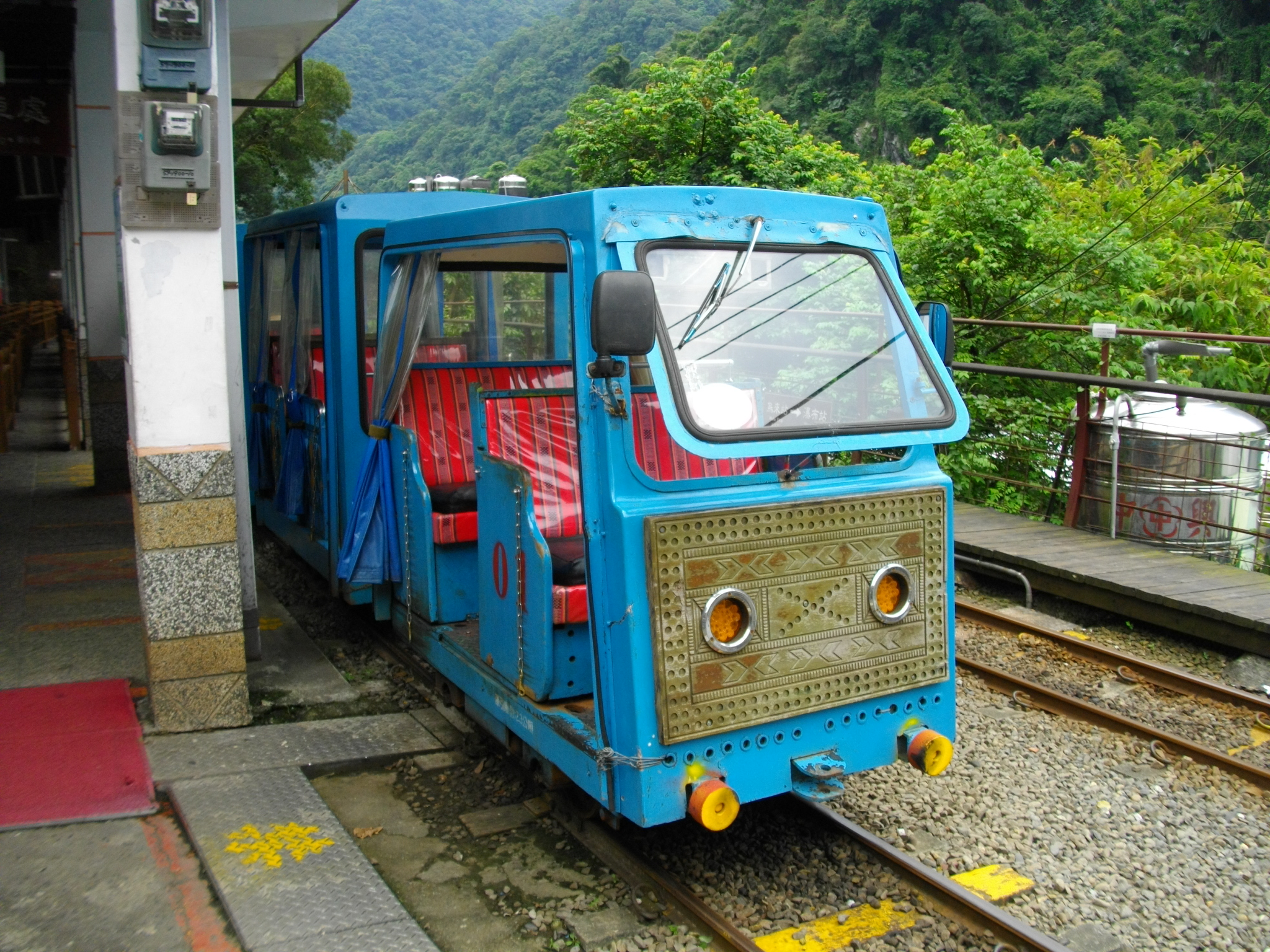

## 復駛合法化
因烏來台車相關設施皆為早年興建，為符合現行法規，行政院陳美玲秘書長於2017年2月中召集相關部會及地方單位研商，明確指示朝「用地變更」、「特種建築物申請」及「訂定安全營運規範」積極辦理。

### 用地變更
農委會林務局於2017年2月10日向新北市政府提出個案變更烏來水源特定區計畫，內政部於2017年3月13日認定烏來台車為配合中央興建重大設施，同意辦理個案變更；經新北市政府於2017年7月31日召開都市計畫委員會審議通過，內政部於2017年8月15日召開都市計畫委員會審議通過，並經新北市政府於2017年12月6日公告實施。

### 特種建築物申請
農委會林務局於2017年3月20日委託專業建築師，依建築法相關規定申辦特種建物執照，相關計畫（包含環評、水保計畫、無障礙設施設置計畫、建築物結構安全鑑定、防災計畫等）均經主管機關審核完成，相關申請書件已於106年8月10日陳報行政院，內政部於106年8月24日召開審查會議通過。

### 訂定安全營運規範
農委會林務局邀請交通部及工程會現勘及討論，以既有的「烏來台車運轉暨養護維修標準作業程序」為架構修訂，並於2017年7月4日核定。新竹林管處接續依修訂後的內容完成人員訓練、車輛整備、試運轉、壓力測試及防救災演練等工作，於2017年7月27日完成行車營運初勘工作，再經林務局於2017年8月14日邀集相關單位及專家實地進行履勘，確認已達營運標準。

## 外部連結
- 保育及生態旅遊 - 生態旅遊 - 烏來台車 （页面存档备份，存于）
- 烏來台車 - 台灣山林悠遊網 （页面存档备份，存于）
- 烏來觀光台車 - 新北市觀光旅遊網 （页面存档备份，存于）
- 烏來林業生活館 - 新北市觀光旅遊網 （页面存档备份，存于）
- 台車清遊-烏來林業生活館的Facebook專頁